# Municipio de Coeneo

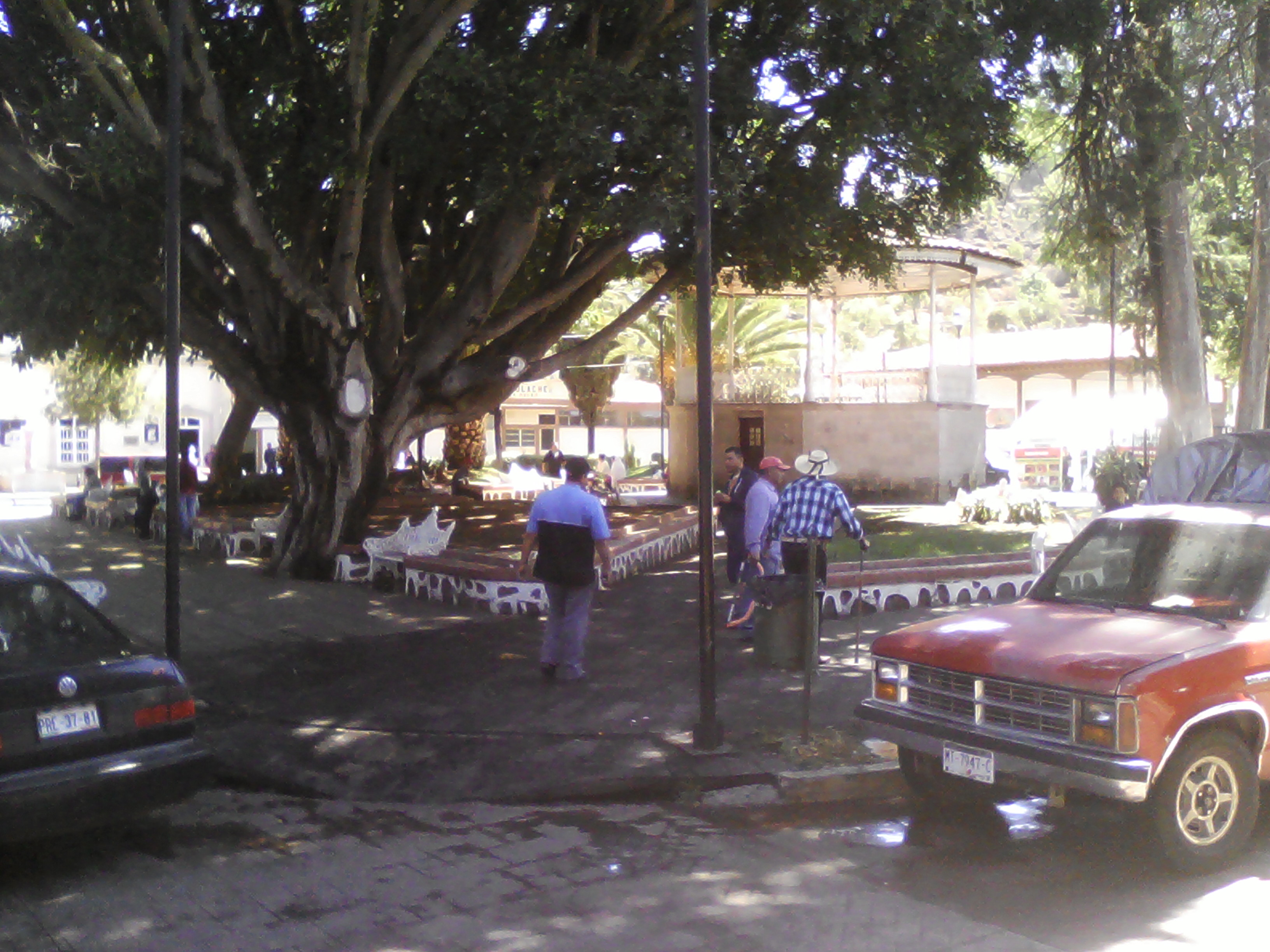
Plaza principal de Coeneo de la Libertad.

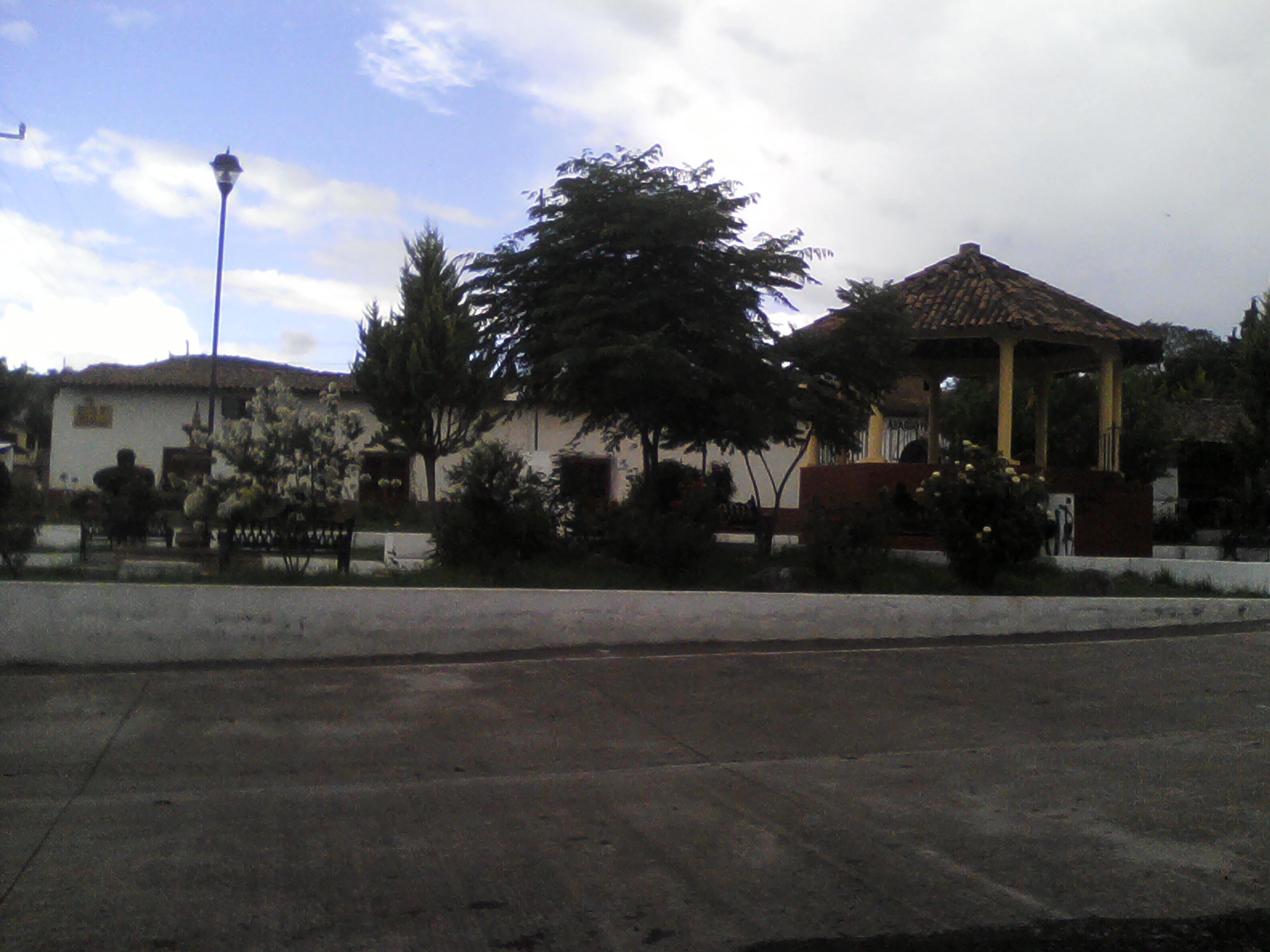
Plaza principal de Cortijo Nuevo.

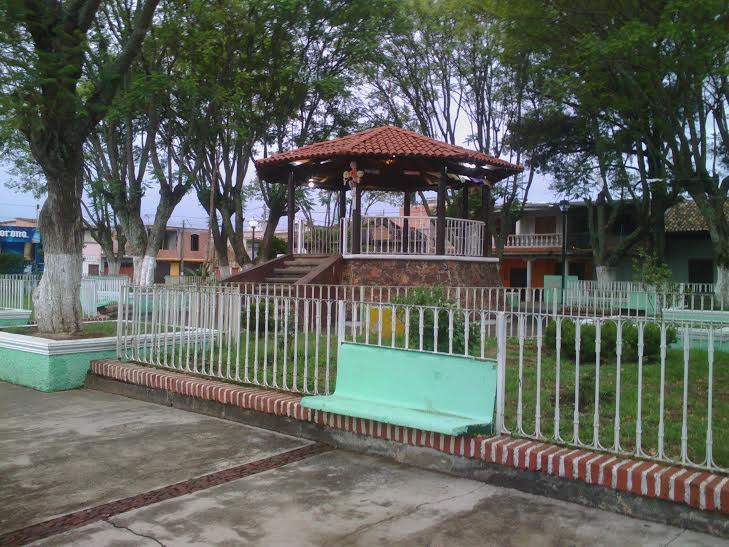
Plaza principal de Comanja.

El municipio de Coeneo es uno de los 113 municipios en que se encuentra dividido el estado mexicano de Michoacán de Ocampo, se encuentra en la zona centro-norte de la entidad y su cabecera es la localidad de Coeneo de la Libertad. Se constituyó como municipio el 10 de diciembre de 1831. Forma parte de la Región socioeconómica 2. Bajío.

## Geografía
Coeneo se encuentra localizado en la zona centro norte de Michoacán, en la denominada Meseta Purépecha, tiene una extensión aproximada de 394 km² que equivalen a 0.66 % de la superficie total del estado de Michoacán.
Limita al norte con los municipios de Jiménez y Huaniqueo; al este con los municipios de Huaniqueo, Morelia y Quiroga; al sur con el municipio su Quiroga, al suroeste con el municipio de Erongarícuaro y al oeste con el municipio de Zacapu.

### Orografía e hidrografía
El territorio de Coeneo es montañoso, correspondiendo al Eje Nevolcánico, la principal elevación es el Pico Tzirate perteneciente a la Sierra de Comanja. Las principales corrientes son el río de la Patera y una serie de corrientes menores como el arroyo Tzirate y cuerpos como el lago Bellas Fuentes y la presa Tunguitiro, todo el territorio de Coeneo pertenece a la «Región hidrológica Lerma-Santiago» y se encuentra dividido en dos diferentes cuencas, el tercerio más oriental del territorio integra la «Cuenca Lago de Pátzcuaro-Cuitzeo y Laguna de Yuriria» y el resto a la «Cuenca del río Lerma-Chapala».

### Clima y ecosistemas
Todo el territorio del municipio de Coeneo registra un clima «Templado subhúmedo con lluvias en verano», especialmente en el área conocida como el Tzirate, sierra colindante al poblado de Tunguitiro. La temperatura media anual va de los 16 a los 24 °C en la mayor parte del municipio con la única excepción del sureste donde el promedio va de 12 a 16 °C, la precipitación promedio anual es de 800 a 1000 mm, difiriendo en la zona sur donde es de 1000 a 1200 mm.
Entre las principales especies de flora del municipio en sus zonas bajas son los matorrales, sin embargo, la gran mayoría del territorio municipal se encuentra dedicado a la agricultura con excepción de las zonas elevadas del sureste, cubiertas de bosque de pino y encino; entre los principales ejemplares animales se encuentran la liebre, conejo, ardilla, venado, coyote, zorro y tlacuache.

## Demografía
En 2020 la población total del municipio de Coeneo es de 20 965 habitantes, lo que representa un crecimiento promedio de 0.23 % anual en el período 2010-2020 sobre la base de los 20 492 habitantes registrados en el censo anterior. Al año 2020 la densidad del municipio era de 53,25 hab/km².
| Gráfica de evolución demográfica de Municipio de Coeneo entre 2000 y 2020 |
|                                                                           |
| Fuente: Instituto Nacional de Estadística Geografía e Informática         |

En el año 2010 estaba clasificado como un municipio de grado bajo de vulnerabilidad social, con el 13.68 % de su población en estado de pobreza extrema.
La población del municipio está mayoritariamente alfabetizada (13.79 % de personas mayores de 15 años analfabetas al año 2010) con un grado de escolarización en torno de los 6 años. El 21.02 % de la población se reconoce como indígena.

### Localidades
En el censo de 2020 el municipio de Coeneo contaba con 41 localidades.

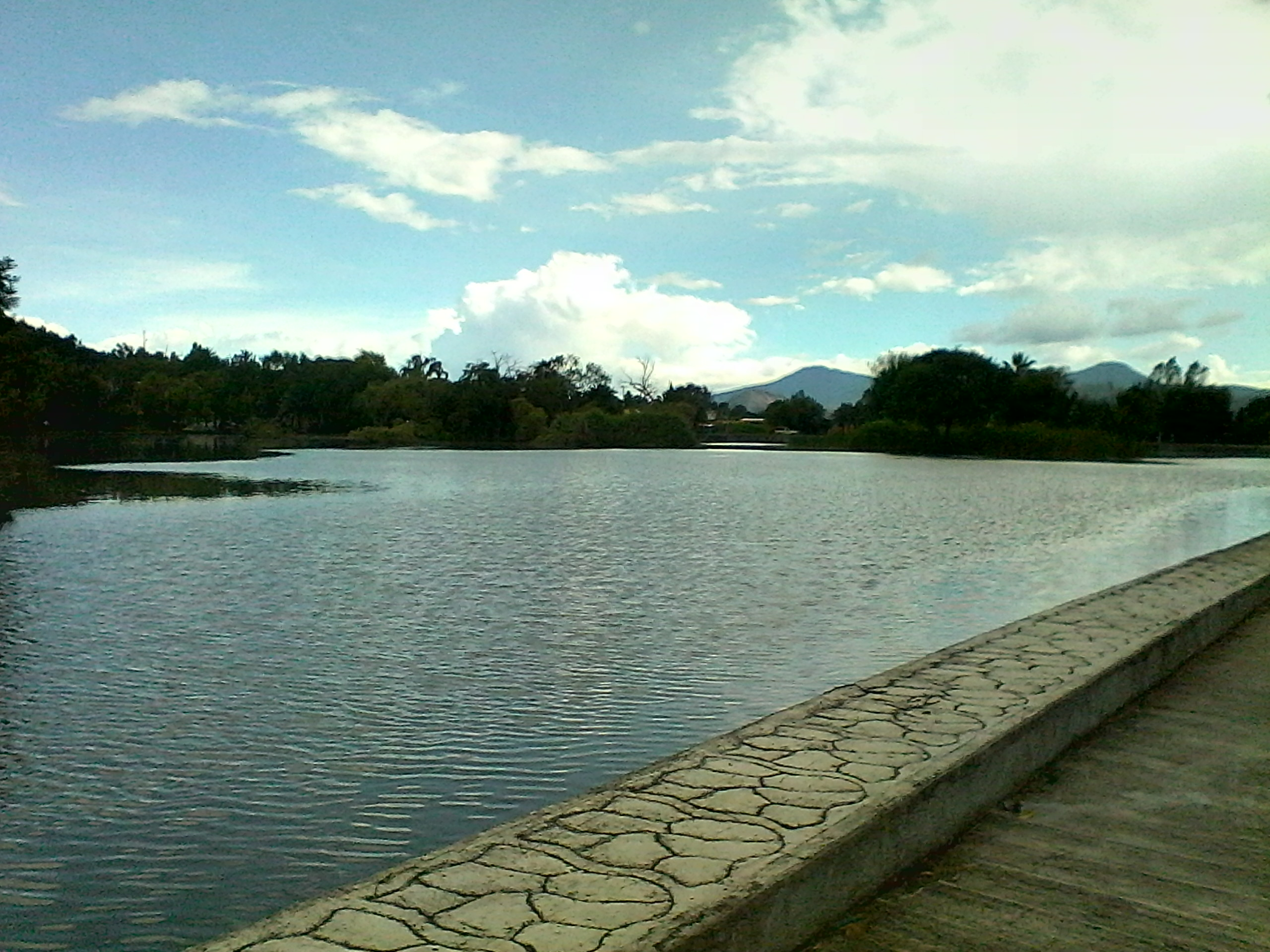
Laguna de Bellas Fuentes.

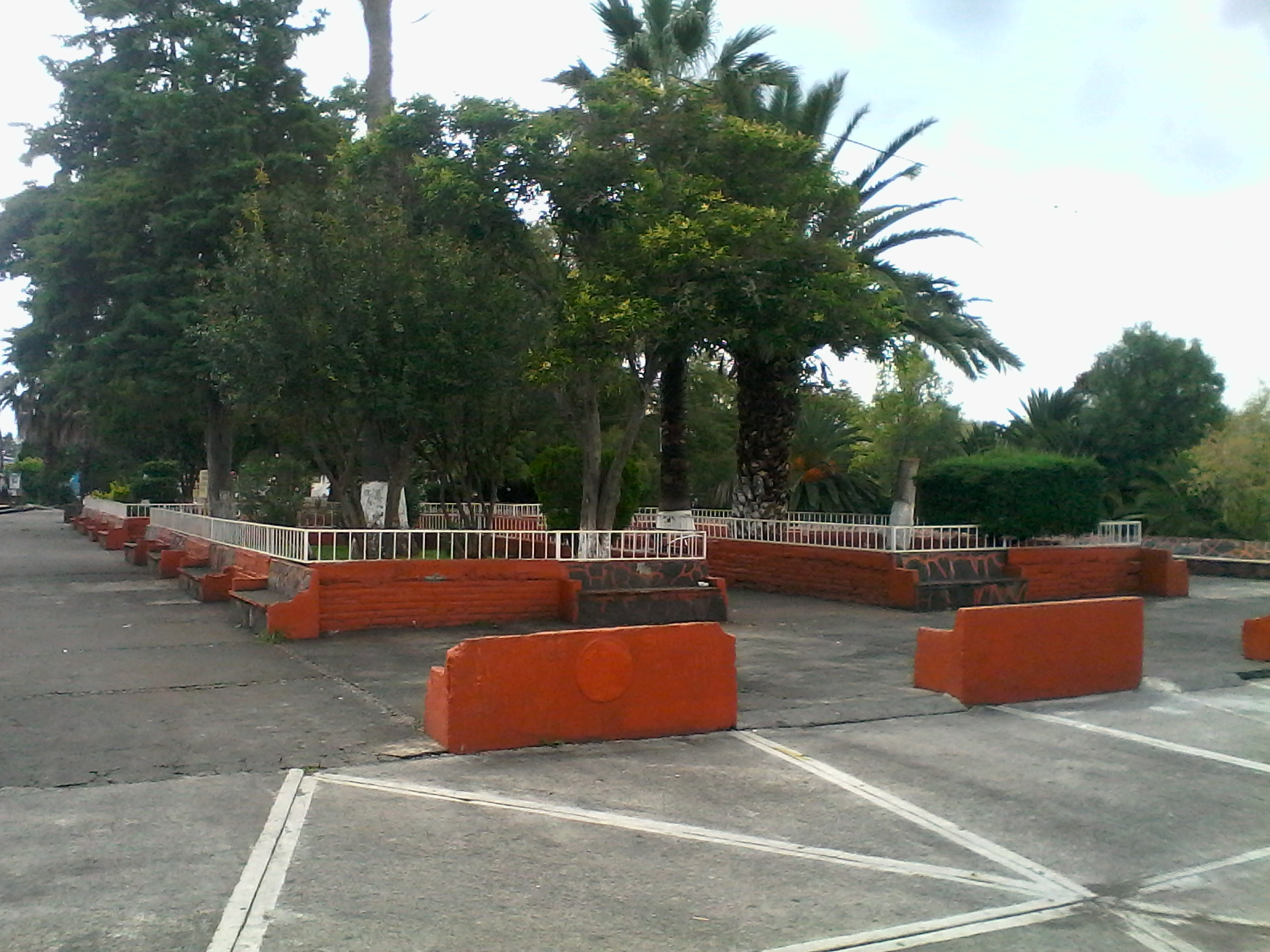
Plaza de Bellas Fuentes.

| Código INEGI      | Localidad             | Población (2020) |
| ----------------- | --------------------- | ---------------- |
| 160160001         | Coeneo de la Libertad | 3 776            |
| 160160034         | Zipiajo               | 2 817            |
| 160160011         | Comanja               | 1 661            |
| 160160003         | Santiago Azajo        | 1 614            |
| 160160004         | Bellas Fuentes        | 1 104            |
| Otras localidades | Otras localidades     | 9 993            |
| Total municipal   | Total municipal       | 20 965           |

## Educación y salud
En 2010 el municipio contaba con una escuela de formación media (bachillerato) y cuatro escuelas primarias indígenas. Las unidades médicas en el municipio eran 12, con un total de personal médico de 17 personas. El 41.4 % de la población de 15 años o más (7953 personas) no había completado la educación básica, carencia social calificada como rezago educativo. El 76.9 % de la población (14 762 personas) no tenía acceso a servicios de salud.

## Economía
Según los datos relevados en 2010, prácticamente un tercio de la población económicamente activa desarrollaba su actividad en el sector primario (agricultura, ganadería, aprovechamiento forestal, pesca y caza). Según el número de unidades activas relevadas en 2019, los sectores más dinámicos son la elaboración de productos manufacturados y el comercio minorista; prácticamente el 80 % de las unidades relevadas correspondía a estos sectores.

## Política
El municipio de Coeneo fue creado con fecha del 10 de diciembre de 1831. El gobierno le corresponde, como en todos los municipios de México, al Ayuntamiento que es electo mediante voto universal, directo y secreto para un periodo de tres años no reelegibles para el periodo inmediato pero si de forma no continua y está conformado por el presidente municipal, un síndico y el cabildo integrado por siete regidores, cuatro electo por mayoría y tres por el principio de representación proporcional; todos entran a ejercer su cargo el día 1 de enero del año siguiente a su elección.

### Subdivisión administrativa
El gobierno interior de los municipios corresponde a los jefes de tenencia y a los encargados del orden que son electos por pleibiscito para un periodo de tres años, en Coeneo existen tres jefaturas de tenencia y 35 encargados del orden.

### Representación legislativa
Para la elección de diputados al Congreso de Michoacán y a la Cámara de Diputados, el municipio de Coeneo se encuentra integrado en los siguientes distritos electorales:
Local:
- Distrito electoral local 5 de Michoacán con cabecera en la población de Paracho de Verduzco.

Federal:
- Distrito electoral federal 7 de Michoacán con cabecera en la ciudad de Zacapu.[24]